# غروه سرهنغتشة (غرمسير أردستان)
غروه سرهنغتشة (بالإنجليزية: Goruh-e Sarhangcheh)‏ هي منطقة سكنية تقع في إيران في أصفهان. يقدر عدد سكانها بـ 40 نسمة .